# Vito Kapo
Vito Kapo (Geburtsname: Vito Kondi) (* 9. November 1922 in Zagoria, Kreis Gjirokastra; † 29. Februar 2020 in Tirana) war eine albanische Politikerin der Partei der Arbeit Albaniens.

## Leben
Vito Kondi, die sich während des Zweiten Weltkriegs von 1942 bis 1944 am kommunistischen antifaschistischen Unabhängigkeitskrieg beteiligt hatte, heiratete 1945 Hysni Kapo, der später bis zu seinem Tod 1979 als Sekretär des Zentralkomitees (ZK) der PPSh nach dem Ersten Sekretär des ZK Enver Hoxha und Ministerpräsident Mehmet Shehu der drittmächtigste Politiker im Politbüro der PPSh war.
In der Zeit der Volksrepublik Albanien war sie neben Nexhmije Hoxha und Fiqret Shehu, den Frauen von Hoxha und Shehu, eine der einflussreichsten Politikerinnen des Landes. Zu diesem Kreis gehörten bis zu ihrer Entmachtung 1960 auch Liri Belishova sowie später Lenka Çuko, nach Belishova die einzige Frau, die Mitglied des Politbüros wurde.
1950 wurde Vito Kapo erstmals zur Abgeordneten der Volksversammlung (Kuvendi Popullor) gewählt und gehörte dieser als Vertreterin für den Kreis Përmet von der zweiten bis zum Ende der elften Legislaturperiode bis 1991 an.
1955 wurde sie als Nachfolgerin von Nexhmije Hoxha Vorsitzende des Frauenverbandes der PPSh und bekleidete diese Funktion bis 1982.
Darüber hinaus war sie Kandidatin des ZK der PPSh, ehe sie auf dem 4. Parteitag der PPSh im Februar 1961 Mitglied des ZK wurde. Daneben war sie Mitglied des Präsidiums der Volksversammlung, dessen Vorsitzender Staatspräsident Haxhi Lleshi war.
Auf der UN-Weltfrauenkonferenz 1980 in Kopenhagen hielt sie eine Rede mit dem Titel „Die Freiheit der Frau wird im entschlossenen und kompromisslosen Kampf gegen das System der Ausbeutung und Unterdrückung errungen“.
Am 23. November 1982 erfolgte ihre Berufung zur Nachfolgerin von Esma Ulqinaku als Ministerin für Leicht- und Lebensmittelindustrie in der Regierung von Ministerpräsident Adil Çarçani. Dieses Amt bekleidete sie bis zu ihrer Ablösung durch Bashkim Sykja am 9. Juli 1990, wobei sie zuletzt seit dem 20. Februar 1987 nur noch Ministerin für Leichtindustrie und das Ministerium für Nahrungsmittelindustrie eigenständig war.
Ihr jüngerer Bruder Pirro Kondi war unter anderem 1. Sekretär der PPSh von Tirana und zeitweise Kandidat des Politbüros.